# Arrondissement de Wittmund
L'arrondissement de Wittmund est un arrondissement  ("Landkreis" en allemand) de Basse-Saxe  (Allemagne) dont le territoire recouvre le pays frison de Harlingerland. Son chef-lieu est Wittmund. Le parler local est l’ostfriesisches Platt.

## Villes, communes et communautés d'administration
(nombre d'habitants en 2006)
 Einheitsgemeinden 
1. Friedeburg (10 696)
2. Langeoog (2 033)
3. Spiekeroog (825)
4. Wittmund, ville (21 373)

 Samtgemeinden avec leurs communes membres 
* Siège de la Samtgemeinde
| - 1. Samtgemeinde Esens (14 088) 1. Dunum (1 102) 2. Esens, ville * (6 892) 3. Holtgast (1 725) 4. Moorweg (905) 5. Neuharlingersiel (1 083) 6. Stedesdorf (1 682) 7. Werdum (699) | - 2. Samtgemeinde Holtriem (9 019) 1. Blomberg (1 518) 2. Eversmeer (911) 3. Nenndorf (701) 4. Neuschoo (1 227) 5. Ochtersum (977) 6. Schweindorf (661) 7. Utarp (678) 8. Westerholt * (2 346) |

## Administrateurs de l'arrondissement
- 1885-1889: Carl Hermann Lodemann (de)
- 1889-1897: Bruno Alsen (de)
- 1897-1911: Ernst Budde
- 1911-1929: Max Schramm (de)
- 1930-1933: Karl Liebenow
- 1933-1937: Hans Kreutzberger (de)
- 1937-1945: Adolf von Nassau (de)
- 1945-1946: Eberhard Buisman
- 1946-1964: Reinhard Onken (de)
- 1964-1977: Hermann Creutzenberg
- 1977-1979: Hermann Ehlts
- 1980-1991: Hermann Creutzenberg
- 1991-1998: Werner Schmidt
- 1998-2009: Henning Schultz
- 2010-2016: Matthias Köring
- 2016-: Holger Heymann